# عائشة فاروق
عائشة فاروق (الأردية:عائشہ فاروق) (ولدت في 24 أغسطس 1987)، تعمل كربانة في القوات الجوية الباكستانية. ولدت في مدينة في باهاوالبور .

عائشة فاروق هي واحدة من خمس نساء أصبحن ربانات في القوات الجوية الباكستانية. إنضمت للقوات ألجوية ألباكستانية بعد أن أنهت تعليمها بتفوق في الامتحان النهائي وكانت الأولى على دفعتها. تحلق اليوم عائشة فاروق على متن الطائرة الحربية تشنغدو جيه-7 بجانب 24 رجل آخرين ولتقود سرب 20 في السلاح الجوي الباكستاني.